# Heiligengeistkirche (Barmbek)

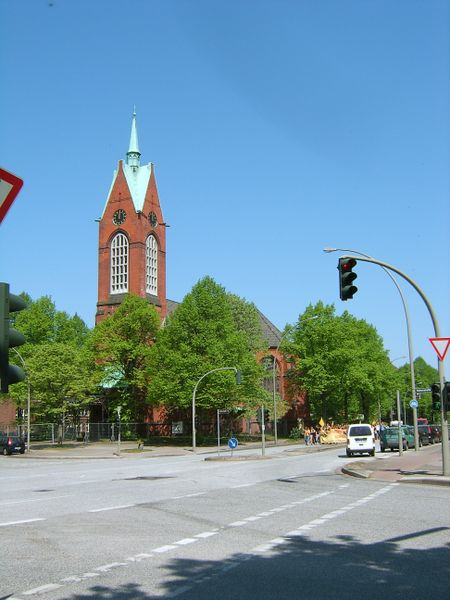
Heiligengeistkirche (2006)

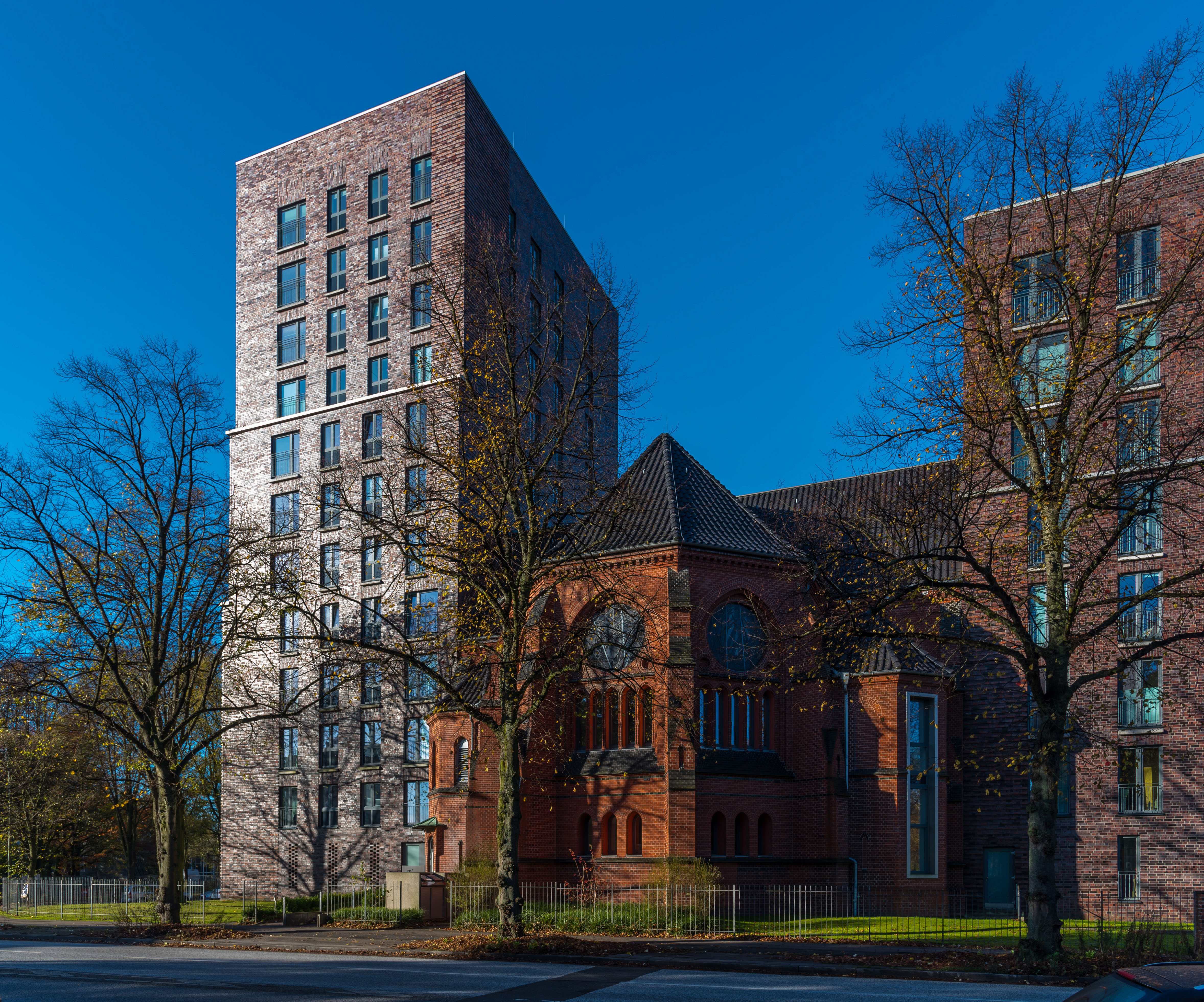
Barmbeker Turmhaus mit den Resten der Heiligengeistkirche (2017)

Die Heiligengeistkirche war eine evangelisch-lutherische Kirche in Hamburg-Barmbek.

## Geschichte
Die Heiligengeistkirche wurde in den Jahren 1902/03 nach einem Entwurf von Hugo Groothoff im neugotischen Stil erbaut und im Dezember 1903 geweiht. Standort war der alte Dorfplatz im Zentrum des ursprünglichen Barmbek. Zuvor hatte an diesem Ort das Herrenhaus der Oberalten gestanden, die von hier aus den Grundbesitz des einstigen Heiligengeisthospitals verwalteten.
Im Zweiten Weltkrieg brannte die Kirche 1943 nach Bombenangriffen völlig aus. Wegen fehlender finanzieller Mittel wurde erst 1955 der Wiederaufbau mit verkürzter Turmspitze in Angriff genommen. Die Neuweihe fand am 6. Dezember 1955 statt. Mitte der 1960er Jahre erhielt die Künstlerin Anna Andersch-Marcus den Auftrag für 50 bleiverglaste Fenster.
2003 stellte ein Baugutachten erheblichen Sanierungsbedarf fest, die Kosten wurden auf 2,8 Millionen Euro geschätzt. Da die Kirchengemeinde, deren Mittelpunkt sich nach einer Fusion der drei Alt-Barmbeker Gemeinden 2001 in die Kreuzkirche verlagert hatte, dies nicht finanzieren konnte, wurde die Kirche 2004 geschlossen und Ende Mai 2005 entwidmet. Die drei Glocken von 1962 wurden aus dem Turm geholt und läuten seit 2006 mit einer historischen Glocke in der Lutherkirche in Lübeck. Im Frühjahr 2008 wurde sie bis auf einen Rest des östlichen Kirchenflügels abgerissen. Auf dem Gelände entstand so in den Folgemonaten eine Wohnanlage mit insgesamt 49 Neubau-Eigentumswohnungen, 2 bis 5 Zimmern, Wohnflächen von 57 bis 153 m2 und einer Tiefgarage (Barmbeker Turmhaus), ein stehengelassener Rest der Kirche wurde in den Neubau integriert.
Das Bauvorhaben „Barmbeker Turmhaus“ wurde von Protesten begleitet. So sammelten Anwohner Unterschriften gegen den Bau und protestierten auf Versammlungen. Kurz nach der Fertigstellung der Fassade wurden an der obersten Seite und höchsten Stelle des Turmhauses von Unbekannten mit Spraydose silberne Symbole und Zeichen angebracht, die umgehend wieder entfernt wurden, bevor das Gerüst abgebaut wurde.